# A Római Francia Akadémia szökőkútja (Corot-kép)
A Római Francia Akadémia szökőkútja (La Vasque de l'Académie de France à Rome) Jean-Baptiste Camille Corot festménye, amely a beauvais-i Musée Départament de l’Oise gyűjteményének része.

## Keletkezése
A festmény keletkezésének idején, 1826–1827-ben a Római Francia Akadémia a Villa Mediciben működött. Jean-Baptiste Camille Corot több alkalommal is megörökítette a szökőkútját, ezek közül egy rajz és négy festmény maradt fenn, közülük a Musée Départament de l’Oise gyűjteményében található kép a leginkább kidolgozott. Corot a képet a helyszínen, a villa bejáratánál vázolta fel, majd műteremben fejezte be. A teraszról jól látható Róma és a Vatikán.
A szökőkút széles, lapos medencéje némileg alulról látható, balról és jobbról egy-egy lombos fa keretezi. Ez a nézőpont lehetővé teszi Corot számára, hogy úgy ábrázolja a Szent Péter-bazilika kupoláját, mintha a szökőkút kagylójából emelkedne ki. Corot a képet Hippolyte Flandrin festőnek ajánlotta, aki öt éven át élt Rómában.